# Zhu Yuqing
Zhu Yuqing, född 22 april 1963, är en friidrottare från Kina. Hon deltog vid olympiska sommarspelen 1992.